# Teboho Edkins
Teboho Edkins (Tennessee, 19 settembre 1980) è un regista statunitense.

## Biografia
Teboho Edkins è nato in Tennessee il 19 settembre 1980 da madre è tedesca e padre è sudafricano. È cresciuto in Lesotho, in Sudafrica e studia arte all'Università di Cape Town. Grazie a una borsa di studio lavora per due anni presso come artista a Le Frestoy-Vaux e poi nello Studio National des Arts Contemporains di Tourcoing, nel nord della Francia. In seguito compie studi post-laurea presso il Deutsche Film- und Fernsehakademie di Berlino.
Dal 2004, Edkins è diventato famoso per i suoi cortometraggi e documentari sulla vita in Sud Africa dopo la fine dell'apartheid.

## Filmografia
- Ask Me I'm Positive - documentario (2004)
- True Love - cortometraggio (2006)
- Kinshasa 2.0 - cortometraggio (2007)
- Thato - cortometraggio documentario (2011)
- Gangster Project - documentario (2011)
- Gangster Backstage - cortometraggio documentario (2011)
- Coming of Age - documentario (2015)
- The Man in Me - cortometraggio (2015)
- Initiation - cortometraggio documentario (2016)
- I Am Sheriff - cortometraggio documentario (2018)
- Days of Cannibalism - documentario (2020)